# Назарова, Хайри
Хайри Назарова (2 июля 1929, Худжанд, Таджикская ССР, СССР — 10 мая 2020, Душанбе, Таджикистан) — советская и таджикская актриса. Народная артистка Таджикской ССР (1964).

## Биография
Хайри Назарова родилась в 1929 году в купеческой семье. C 1942 по 1951 гг. работала как певица и танцовщица Народного театра Курган-Тюбе. Первую главную роль сыграла в 15 лет — Раъно в постановке Шамси Киямова «Талоши бахт».
В 1951 году перешла в Таджикский академический драматический театр им. А. Лахути, где прославилась ролями в классических шекспировских драмах: «Ромео и Джульетта», «Король Лир», «Отелло» и «Гамлет».
С 1963 по 1967 Хайри Назарова была членом Верховного Совета Таджикской ССР.
Хайри Назарова участвовала в дублировании фильмов, озвучив персонажей в более чем 500 картинах.

## Творчество

### Роли в театре

#### Таджикский академический драматический театр им. А. Лахути
- «Гамлет» Уильям Шекспир — Гертруда
- 1953 — «Ромео и Джульета» Уильям Шекспир — Джульета
- 1957 — «Король Лир» Уильям Шекспир — Корделия
- 1958 — «Рудаки» Сатыма Улуг-Зода — Нигина
- 1960 — «Кремлёвские куранты» Николая Погодина — Маша
- 1963 — «Отелло» Уильям Шекспир — Дездемона
- «Богач и его слуга» Хамзы Хакимзаде Ниязи — Джамила

### Фильмография
- 1971 — Мой друг Наврузов — нет в титрах
- 1958 — Высокая должность — Барно
- 1958 — Огонёк в горах — помощница начальника метеослужбы
- 1963 — 12 часов жизни — Гульчехра

## Награды
- 1964 — Народная артистка Таджикской ССР